# Хрустальов Петро Олексійович (генерал)
Петро Олексійович Хрустальов (рос. Пётр Алексеевич Хрусталёв; 11 квітня 1904, Ардатов — 8 листопада 1978, Київ) — генерал-майор, кавалерист. Військовий комісар Дніпропетровської області УССР. Голова організаційного комітету ДТСААФ УССР. Учасник Другої світової війни на боці комуністів.

## Біографія
Народився 11 квітня 1904 року в місті Ардатові (нині Мордовія). У грудні 1919 року пішов на службу в Робітничо-селянську Червону Армію. У 1920 році закінчив політичні курси при політичному відділі Західного фронту. Брав участь в боях Громадянської і радянсько-польської війн, придушенні антирадянських заколотів. У повоєнний час продовжив службу в Червоній армії.
У 1925 році закінчив Харківську кавалерійську школу, після чого служив в 5-й Ставропольській кавалерійській дивізії імені М. Ф. Блінова. З березня 1932 року його служив у кавалерійських частинах на Далекому Сході. Обирався делегатом VIII Надзвичайного з'їзду Рад. Незабаром після початку німецько-радянської війни, 8 листопада 1941 року, був призначений командиром 8-ї кавалерійської дивізії.
З лютого 1943 року — на фронтах війни. На чолі своєї дивізії брав участь у боях у межах Смоленської області, України, Румунії, Угорщини. 17 січня 1944 року йому присвоєно військове звання генерал-майора. Особливо відзначилася його дивізія під час захоплення міста Дебрецена, за що їй дали комуністи найменування «Дебреценська».

Могила Петра Хрустальова

Після закінчення Другої світової війни продовжив службу в сталінській армії. Спочатку продовжував командувати своєю дивізією, яка була перетворена в 13-у механізовану дивізію. З грудня 1946 служив республіканським військовим комісаром в окупованому Таджикистані, а з жовтня 1950 року — Дніпропетровським обласним військовим комісаром.
У жовтні 1951 року переведений в систему ДТСААФ, очолював Організаційний комітет ДТСААФ УРСР.
У травні 1955 року звільнений в запас. Проживав у Києві. Помер 8 листопада 1978 року. Похований на Лук'янівському військовому кладовищі.

## Відзнаки
Почесний громадянин Братислави. Нагороджений орденом Леніна, трьома орденами Червоного Прапора, орденами Кутузова 2-го ступеня, Богдана Хмельницького 2-го ступеня, Вітчизняної війни 1-го ступеня і Червоної Зірки, а також низкою медалей.